# Ornithochilus difformis
Ornithochilus difformis är en orkidéart som först beskrevs av Nathaniel Wallich och John Lindley, och fick sitt nu gällande namn av Rudolf Schlechter. Ornithochilus difformis ingår i släktet Ornithochilus och familjen orkidéer.

## Underarter
Arten delas in i följande underarter:
- O. d. difformis
- O. d. kinabaluensis

## Bildgalleri

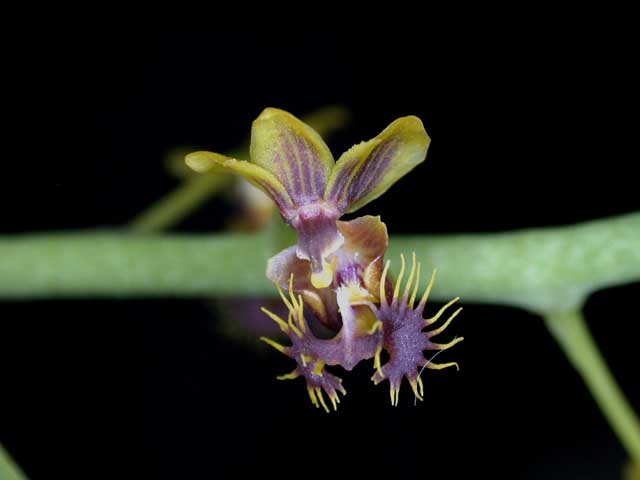